# 1 Rezerwowa Dywizja Kawalerii
1 Rezerwowa Dywizja Kawalerii – jedna z dywizji kawalerii w strukturze organizacyjnej armii Cesarstwa Austriackiego. Brała udział m.in. w wojnie siedmiotygodniowej (na froncie północnym).

## Skład w 1866
Jej dowódcą był feldmarszałek-porucznik Wilhelm von Schleswig-Holstein-Glüksburg.
Dywizja składała się z następujących oddziałów i pododdziałów:
- brygada kawalerii (dowódca generał-major Karl zu Solms Braunfels)
- brygada kawalerii (dowódca generał-major Eugen Schindlocker)